# Арн – Рицарят тамплиер
„Арн – Рицарят тамплиер“ (на шведски: Arn – Tempelriddaren) е шведски исторически филм.
Базиран е на трилогията на Ян Гиу за измисления шведски рицар тамплиер Арн Магнусон. Филмът е издаден през декември 2007, а втората част, Арн – Кралство в края на пътя (Arn – Riket vid vägens slut) е издаден през август 2008. Филмът в по-голямата си част на шведски и е сниман най-вече в Швеция, но е копродукция между Швеция, Дания, Норвегия и Германия. С общ бюджет от около 210 милиона крони за двата филма той е най-скъпата продукция в историята на шведското кино.

## Сюжет
Сюжетът на оригиналния филм следва първите два тома на трилогията Рицари тамплиери.
Арн Магнусон е син от мощната династия Фолкунги в края на XII век. Той пораства в манастир, принадлежащ на цистерцианците. Той е обучен в стрелба с лък, въртене на меч и езда от бивш рицар тамплиер, брат Гилберт, който живее в манастира. Арн е еднакво умел и с двете ръце. Един ден, докато броди из гората, попада на трима мъже, които се опитват да принудят момиче да се ожени. Когато момичето моли Арн за помощ двама от мъжете нападат Арн, който ги убива в самозащита. Въпреки че монасите казват на Арн, че не е направил нищо грешно, те подлагат на съмнение правилността на това, че е бил обучен за воин от Гилберт. Гилберт отговаря, че Арн не е предназначен да бъде монах, а е предопределен да бъде воин на Бог. Когато Арн напуска манастира и се връща при семейството си, той скоро е въвлечен в борбата между мощните семейства, които се борят за короната на Вестра Йоталанд. Той помага на приятеля си Кнут Ериксон да убие стария крал Карл Сверкерсон. Това води до война между двете фракции. Арн и неговата годеница Сесилия Алготсдотер са отлъчени за предбрачни отношения (в действителност заговор за нараняване на Кнут) и са осъдени да предприемат двадесет години разкаяние, Сесилия в манастир, а Арн като рицар тамплиер в Светите земи, за да си бие със сарацините.
Докато преследва банда разбойници, Арн среща самия враг на христоянството, Саладин, и спасява живота му. Саладин благодари на Арн, като го предупреждава да не се връща в Йерусалим, защото води огромна армия към града. С приближаването на Саладин към града на Арн е заповядано да пресрещне сарацините, преди да достигнат града, и те успешно нападат от засада армията на Саладин в планински проход (засадата е на мястото на историческата битка при Монжизар от романа). Филмът завършва, като Арн получава писмо за освобождаване от служба в Светите земи от великия майстор на темплиерите Арно дьо Торож и Сесилия възхвалява Бог, чувайки новините за оцеляването на Арн.

### Език
Филмът е главно на шведски, но за създаване на реалистично впечатление се говорят още няколко езика. Монасите, около които Арн израства, говорят латински, английски, швески и френски, а сцените в Светите земи са на английски и арабски.

## Състав
- Йоаким Натерквист като Арн Магнусон
- София Хелин като Сесилия Алготсдотер
- Стелан Скарсгард като Биргер Броса, чичо на Арн
- Винсънт Перез като брат Гилберт
- Саймън Калоу като отец Хенри
- Стивън Уодингтън като Арно дьо Торож
- Густаф Скарсгорд като крал Кнут I (Кнут Ериксон)
- Михаел Никвист като Магнус Фолкесон, бащата на Арн
- Милинд Соман като Саладин
- Биби Андершон като Mother Rikissa
- Alex Wyndham като Armand de Gascogne
- Nicolas Boulton като Gerard de Ridefort
- Thomas W. Gabrielsson като Emund Ulvbane
- Jakob Cedergren като Ebbe Sunesson
- Julia Dufvenius като Helena Sverkersson
- Lina Englund като Katarina, Cecilia's sister
- Morgan Alling като Eskil Magnusson, брат на Арн
- Fanny Risberg като Cecilia Blanka (Cecilia Johansdotter of Sweden)
- Anders Baasmo Christiansen като the Norwegian templar Harald Øysteinsson
- Driss Roukhe като Fakhir
- Mirja Turestedt като Зигрид

### Саундтрак
Музиката за филма е композирана от Туомас Кантелинен. Лалех записва основната песен за филма Snö. Snö достига № 14 в шведската класация за сингли.

#### Песни
1. Snö от Лалех – 4:30
2. Prologe – 1:07
3. Desert Hunt – 2:49
4. The Templar's Theme – 0:59
5. To Varnhems Abbey – 1:48
6. Longing – 3:34
7. Avresan – 1:04
8. Gratias – 3:26
9. Arn & Cecilia – 3:20
10. Adiago 2:17
11. Nightmare – 1:06
12. The Sword 1:45
13. The Abbey – 2:03
14. Axevalla tvekamp – 2:31
15. The Templar's triumf – 1:28
16. Saladin's camp – 0:37
17. The land of home – 1:48
18. The Arrival – 1:09
19. Nuns – 0:58
20. West Götaland – 2:35
21. Reward – 1:27
22. The End – 2:36